# Gergely (település)
Gergely (horvátul: Mlaka Antinska, 1880-tól 1900-ig Grgelj, 1910-ben Mlaka) falu Horvátországban, Vukovár-Szerém megyében. Közigazgatásilag Valkótardhoz tartozik.

## Fekvése
Vukovártól légvonalban 18, közúton 27 km-re nyugatra, községközpontjától 3 km-re északnyugatra, a Nyugat-Szerémségben, a Vuka (Valkó) bal partján, Valkótard és Ant között fekszik ott, ahol a Gergely-csatorna a Vukába torkollik. Egyetlen utcája a Glavna ulica.

## Története
A település valószínű első írásos említése „Gergerfalwa” alakban V. László magyar király 1455. április 24-én kiadott oklevelében történt, melyben harapkói Bothos Endre örököseit megerősíti valkó, szerém, bács, arad és csanád megyei birtokaikban. 1487-ben az aranyani Józsa család birtokában is említenek egy „Gergelfalwa” nevű települést, melyet Csánki Dezső valószínűsít, hogy a Valkótard melletti Gergely nevű pusztának felel meg.
A 19. században Ant falu szőlőültetvényei voltak ezen a helyen. A település a század második felében Gergely néven keletkezett. 1890-ben 23, 1910-ben 24 lakosa volt. Szerém vármegye Vukovári járásához tartozott. Az 1910-es népszámlálás adatai szerint lakosságának 50%-a horvát, 50%-a magyar anyanyelvű volt. A település az első világháború után az új szerb-horvát-szlovén állam, majd később (1929-ben) Jugoszlávia része lett. 1991-ben lakosságának 96%-a horvát nemzetiségű volt. 1991-től a független Horvátország része. A településnek 2011-ben 77 lakosa volt. 

## Népessége
| Lakosság változása | Lakosság változása | Lakosság változása | Lakosság változása | Lakosság változása | Lakosság változása | Lakosság változása | Lakosság változása | Lakosság változása | Lakosság változása | Lakosság változása | Lakosság változása | Lakosság változása | Lakosság változása | Lakosság változása | Lakosság változása |
| ------------------ | ------------------ | ------------------ | ------------------ | ------------------ | ------------------ | ------------------ | ------------------ | ------------------ | ------------------ | ------------------ | ------------------ | ------------------ | ------------------ | ------------------ | ------------------ |
| 1857               | 1869               | 1880               | 1890               | 1900               | 1910               | 1921               | 1931               | 1948               | 1953               | 1961               | 1971               | 1981               | 1991               | 2001               | 2011               |
| 0                  | 0                  | 0                  | 23                 | 44                 | 24                 | 15                 | 96                 | 175                | 178                | 165                | 149                | 121                | 126                | 88                 | 77                 |

## Gazdaság
A településen hagyományosan a mezőgazdaság és az állattartás képezi a megélhetés alapját. 